# The Absentee
The Absentee er en amerikansk stumfilm fra 1915 af Christy Cabanne.

## Medvirkende
- Robert Edeson som Nathaniel Crosby
- Allan Sears som Sampson Rhodes
- Alfred Paget
- George Beranger som Tom Burke
- Augustus Carney som David Lee